# Papaverin

strukturformel

Papaverin är en kemisk förening med en kramplösande effekt (spasmolytikum) som ger avslappningseffekter på den glatta muskulaturen i till exempel blåsa och tarm. Med anledning av dessa egenskaper så används den som läkemedel vid erektionsproblem.
Kemiskt är papaverin en alkaloid som utvinns ur opium men som inte har narkotiska egenskaper.